# Observatorio de Echo Valley
El Observatorio Echo Valley es un observatorio astronómico, propiedad y operado por Delta Grandview Resort, al sur de Parque Provincial Algonquin, al este de Huntsville (Ontario), Canadá.